# Fachakademie für Sozialpädagogik Dillingen
Die Fachakademie für Sozialpädagogik Dillingen des Schulwerks der Diözese Augsburg (Bistum Augsburg) ist eine der ältesten konfessionell gebundenen Ausbildungsstätten in Bayern für staatlich anerkannte Erzieherinnen und Erzieher. Sie ist Mitglied in der Bundesarbeitsgemeinschaft kath. Ausbildungsstätten für Erzieherinnen und Erzieher sowie in der Arbeitsgemeinschaft der katholischen Fachakademien für Sozialpädagogik in Bayern.
Die Schule wurde 1913 gegründet. Auf dem Areal der Schule in Dillingen an der Donau befinden sich noch weitere Bildungsinstitutionen in Trägerschaft des Schulwerks der Diözese Augsburg: die St.-Bonaventura-Realschule Dillingen sowie das St.-Bonaventura-Gymnasium Dillingen.

## Die Ausbildungsstätte und ihr Leitbild
An der zweizügig geführten Fachakademie für Sozialpädagogik Dillingen des Schulwerks der Diözese Augsburg in Dillingen an der Donau kann die (fachgebundene) Hochschulreife erworben werden, die Voraussetzung ist für das weiterführende Studium an Fachhochschulen und gegebenenfalls (bei einem erforderlichen Notendurchschnitt von besser als 1,5) an Hochschulen (Bachelor/Master) (siehe: Fachakademie für Sozialpädagogik). Zudem besteht die Möglichkeit, ein Zertifikat in Religionspädagogik (Zusatzqualifikation) zu erwerben, das sich auf die Tätigkeit in vorschulischen Institutionen, im Hort und anderen sozial-/heilpädagogischen Einrichtungen bezieht. Voraussetzungen sind 70 Zusatzstunden im Fach Religionspädagogik/Theologie, eine schriftliche Ausarbeitung sowie praktische Durchführung einer religionspädagogischen Handlungseinheit und erfolgreiche Ableistung eines Kolloquiums.
An der staatlich anerkannten privaten Ausbildungsstätte werden die Studierenden in folgende außerschulische/sozialpädagogische Arbeitsfelder eingeführt:
- Krippen-, Kleinstkinder- und Kindergartenpädagogik
- Stationäre Kinder- und Jugendarbeit
- Offene Kinder- und Jugendarbeit
- Arbeit mit Schulkindern
- Heilpädagogische Einrichtungen
- Integrative Erziehung

Die Schule ist bei Erfüllung der vorgeschriebenen Aufnahmebedingungen offen für alle Bewerber, unabhängig von ihrer Religionszugehörigkeit. Sie versteht sich als Ausbildungsstätte auf der Grundlage einer gewachsenen Tradition, die sich vom Geist des Hl. Franziskus leiten lässt. Sie versteht sich, da man Leben und Lernen nicht trennen kann, nicht nur als ein Arbeitsraum zur Vermittlung von Lerninhalten, sondern zugleich als ein Lebensraum, in dem täglich Menschen gemeinsam miteinander umgehen, gemeinsam handeln sowie kommunizieren. Sie versteht sich als ein Ort der Auseinandersetzung mit Sinn- und Wertfragen, Religion aber auch persönlichen Lebensperspektiven. Jeder Einzelne (ob Schüler oder Lehrende) wird als Mensch mit seinen Stärken, Schwächen und Fehlern angenommen.
Im Sinne eines ganzheitlichen Bildungsangebots und einer christlich/franziskanischen Orientierung steht die Vermittlung mehrerer Kompetenzen gleichberechtigt im Zentrum der Ausbildung:
- Erziehungswissenschaftliches Wissen und (praxisorientierte) Reflexionskompetenz
- Methoden- und Sachkompetenz
- Didaktische Kenntnisse und Begabungen
- Institutionelle Handlungskompetenz
- Kommunikative Qualitäten
- Persönlichkeitskompetenz
- Beziehungskompetenz sowie
- Sinnkompetenz

Dezember 2014 wurde die Fachakademie mit dem Titel „Fairtrade-School“ ausgezeichnet. Bisher erhielt noch keine andere Ausbildungsstätte für Erzieher in Bayern diese Bezeichnung.

## Geschichte
Die Anfänge der heutigen Fachakademie für Sozialpädagogik in Dillingen gehen zurück auf das Jahr 1913; am 16. Mai rief der Orden der Dillinger Franziskanerinnen einen Kindergärtnerinnen-Lehrkurs ins Leben. Die Gründung einer eigenen Ausbildungsstätte war ein Gebot der Stunde, zumal bereits 1910 im Königreich Bayern Allgemeine Bestimmungen über Einrichtung und Betrieb von Kinderbewahranstalten in Kraft getreten waren. Nach diesen sollten künftig die Leiterinnen größerer Anstalten eine entsprechende Fachschule besucht und durch erfolgreiche Ablegung einer Prüfung den Nachweis ihrer Befähigung erbracht haben. Seinerzeit leiteten viele unausgebildete Dillinger Ordensfrauen eine beachtliche Anzahl von Einrichtungen der öffentlichen Kleinkindererziehung. Dazu gehörten Kleinkinderbewahranstalten oder Kleinkinderschulen (so die zeitgenössischen Namen) und auch Kindergärten.

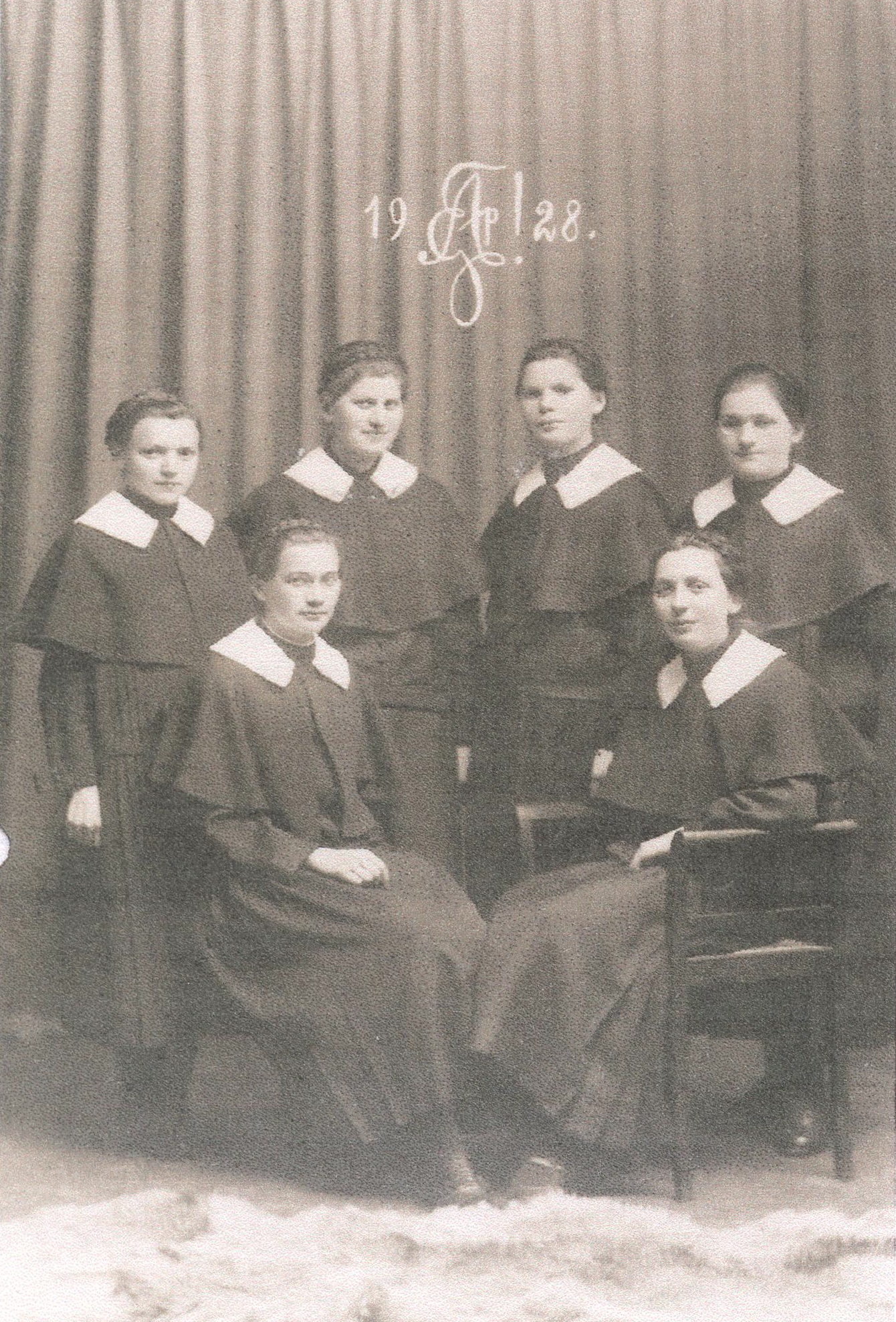
Lehrkurs 1928

Die Eröffnung des ca. 10 Monate dauernden Lehrkurses, den vier Seminaristinnen besuchten, war mit zahlreichen Auflagen verbunden. Es mussten Stundentafeln, Prüfungsordnungen, Satzungen, Lehrprogramme und vorgebildete Lehrschwestern mit Lehrer- und Kindergärtnerinnenausbildung zur Verfügung stehen. Aufgenommen wurden seinerzeit nur junge Mädchen (begabte Volksschülerinnen), die sich schriftlich verpflichteten, in den Orden der Dillinger Franziskanerinnen, gegründet 1241, einzutreten. Der dem Lehrkurs zugrunde liegende Normlehrplan legte die notwendigen Unterrichtsfächer fest, orientiert an der Fröbelpädagogik: Fröbels Erziehungslehre, Theorie und Praxis der Fröbel’schen Beschäftigungs- und Bildungsmittel sowie Organisation des Kindergartens, Mathematische Formenlehre (in ihrer Beziehung auf die Fröbel’schen Beschäftigungs- und Bildungsmittel), Gesundheitslehre, Naturkunde (einschließlich Anleitung zur Tier- und Pflanzenpflege), Turnen, Zeichnen, Singen und Musik, Aufsatz- und Vortragsübung und schließlich noch als eines der wichtigsten Fächer Religion.

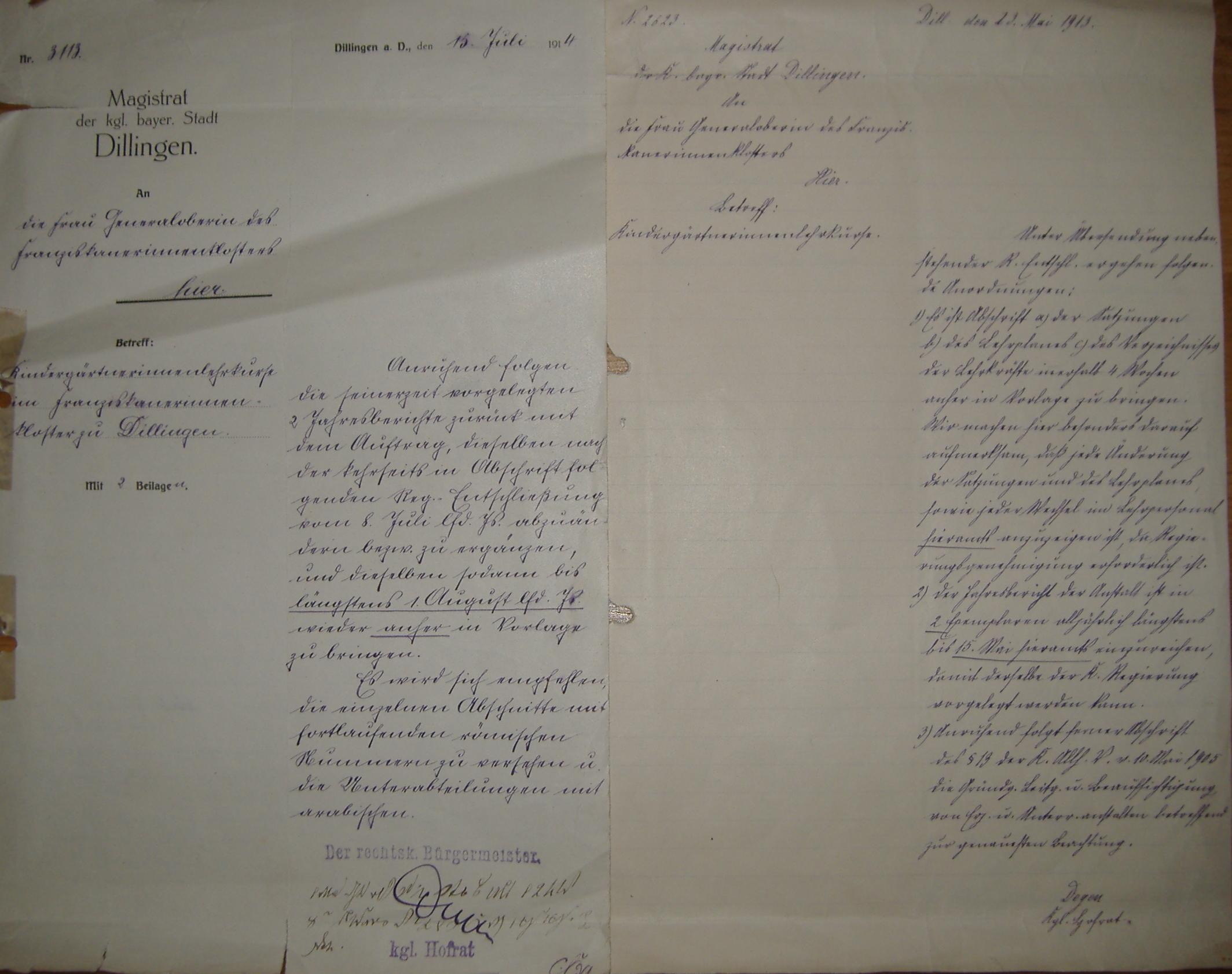
Schreiben für die Genehmigung zur Errichtung eines Kindergärtnerinnenlehrkurs (1913)

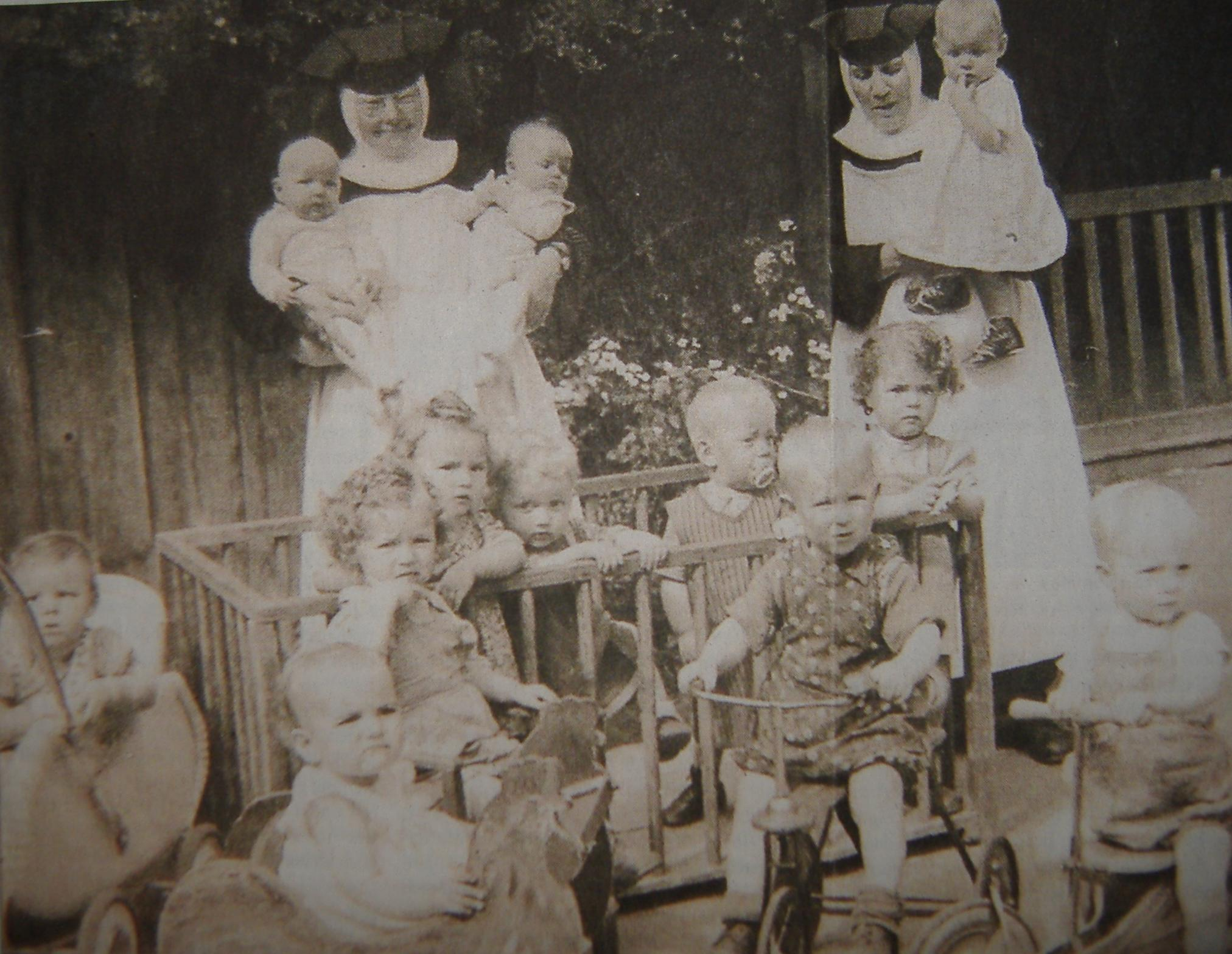
Anfänglich durften die Seminaristinnen nur in einem von den Dillinger Franziskanerinnen geführten Kindergarten ihr Praktikum absolvieren

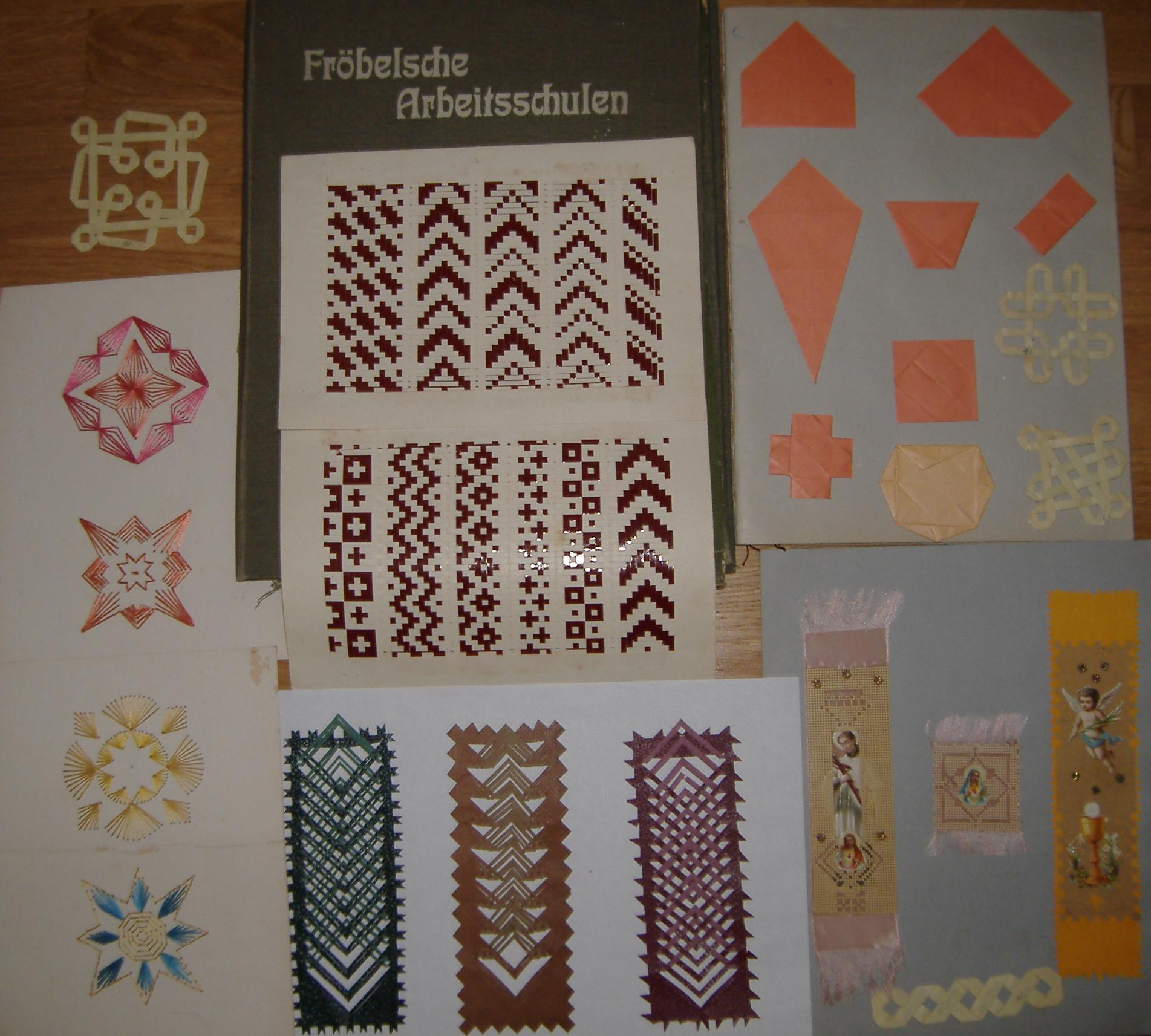
Fröbelmappe mit Fröbelarbeiten, erstellt von einer Seminaristin des ersten Kindergärtnerinnenlehrkurses (1913)

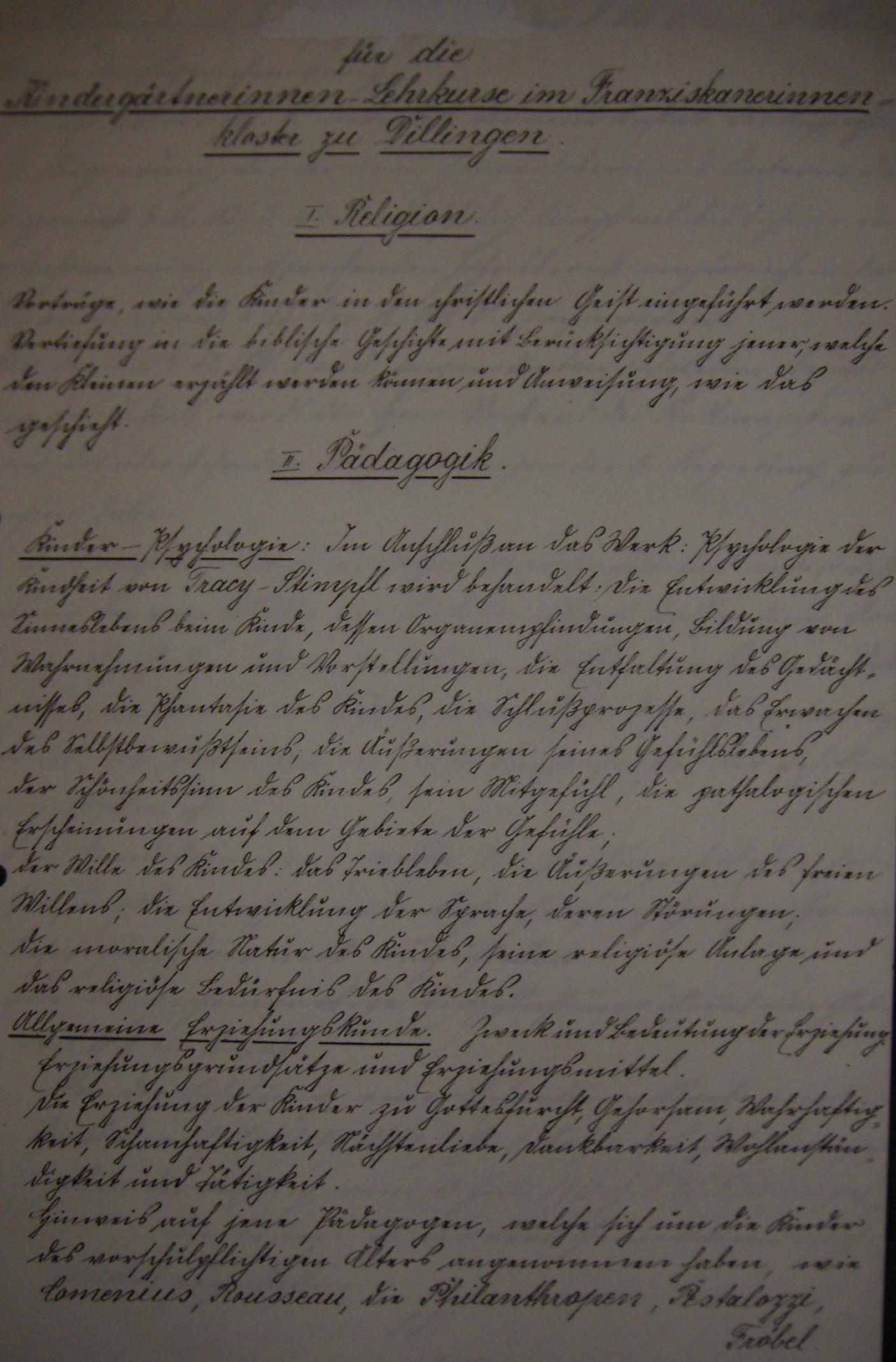
Lehrplan für das Schuljahr 1913

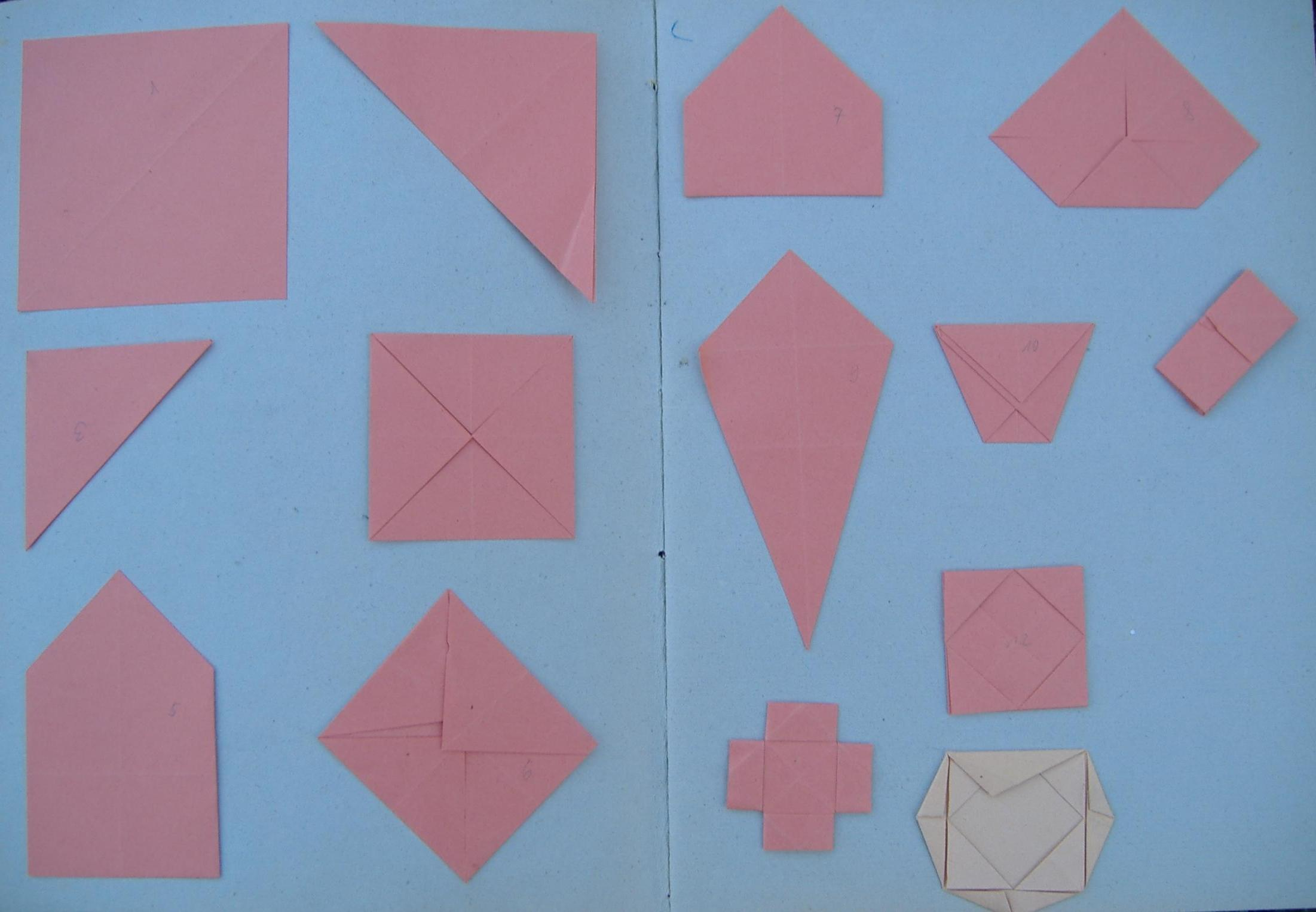
Falten nach Fröbel (1913)

1929 wurde die Ausbildung auf zwei Jahre erhöht, da folgend die Klosterkandidatinnen zu Kindergärtnerinnen sowie Hortnerinnen ausgebildet wurden und die staatliche Anerkennung des Seminars anstand. Vom 16. September 1930 bis 12. Juli 1931 fand am Seminar ein zusätzlicher Nachschulungskurs für in der Praxis stehende aber unausgebildete Erziehungsschwestern statt. Diesen absolvierten 12 Franziskanerinnen und eine Schwester aus einem anderen Orden. Die Schulleiterin, Sr. M. Siena Heidel, schrieb über die Nachschulung in ihrem Jahresbericht an die Regierung von Schwaben und Neuburg, Kammer des Inneren:
Die Lehrschwestern und Lehrkräfte legten Wert darauf, daß den Schwestern nicht nur vorgetragen, sondern das Unterrichtsziel mit ihnen entwickelt wurde. Die Schwestern stehen ja in der Arbeit und jeder Lehrer weiß, wie außerordentlich bereichernd der Unterricht für alle wirkt, wenn die Schüler von ihren Ideen hineintragen; und hier handelt es sich um Erfahrungen, die in der praktischen Arbeit gewonnen wurden. Gewiß war dies mancher Schwester ungewohnt und mußte von vielen erst eine große Scheu überwunden werden. Auch ist nicht zu verhehlen, daß das bisherige Maß der Vorbildung einigen Schwestern wie den Lehrkräften im Anfange etwas Schwierigkeiten bereitete.
1931 erließ das Bayerische Staatsministerium für Unterricht und Kultus Richtlinien über die Vorbildung und Ausbildung der Kindergärtnerinnen und Hortnerinnen, aufgrund derer das sich nun nennende Kindergärtnerinnen- und Hortnerinnenseminar der Dillinger Franziskanerinnen am 20. Oktober 1931 die staatliche Anerkennung erhielt.
Mit Beginn der Zeit des Nationalsozialismus musste sich die Ausbildungsstätte immer mehr der neuen Ideologie anpassen. Die Seminaristinnen waren laut Erlaß des Reichsministers des Inneren im nationalsozialistischen Geist zum Dienst am Volkstum und Staat auszubilden. Inwieweit es den unterrichtenden Klosterfrauen trotzdem gelungen ist, von den NS-Doktrin abweichende und auf einem christlich/franziskanischen Verständnis aufbauende Lehrinhalte den Schülerinnen zu vermitteln, darüber kann nur spekuliert werden. Die Gemeinschaft des Klosters und ihr spezifischer Lebenszusammenhang dürften, eher als der verordnete Unterricht, dafür den Rahmen gegeben haben. Ein Novum für die Ausbildungsstätte war die Übernahme des Psychologie- und Pädagogikunterrichts durch Sr. M. Reginbalda Schuster im Jahre 1936. Sie war die erste promovierte und dazu noch weibliche Dozentin. Genannte hatte bei Aloys Fischer mit einer Arbeit über „Die Auffassung vom kindlichen Denken in der Psychologie von Piaget“ den Doktortitel erworben.
Während das Mädchenlyzeum der Dillinger Franziskanerinnen sofort seinen Betrieb einstellen musste, hatte das Kindergärtnerinnen- und Hortnerinnenseminar noch eine Gnadenfrist bis 1941, da das neugegründete NSV.-Kindergärtnerinnen- und Hortnerinnen-Seminar Friedberg bei Augsburg noch nicht so viele Kindergärtnerinnen und Hortnerinnen aussenden konnte als man in den NSV-Kindergärten benötigte. Ab dem Schuljahr 1941/42 durften keine Neuaufnahmen mehr stattfinden und das Seminar musste am 31. März 1941 seine Pforten schließen. Ein Widerspruchsversuch der damaligen Schulleiterin blieb erfolglos.
Nach der durch die Nazis erzwungenen Pause nahmen die Dillinger Franziskanerinnen 1945, nach Überprüfung der Schule und der gemeldeten Lehrschwestern, den Schulbetrieb wieder auf. In sechswöchigen Schnellausbildungskursen und halbjährlichen Sonderkursen wurden (vor allem Ordensschwestern) zu Kindergärtnerinnen und Hortnerinnen ausgebildet. So meldete die Schulleiterin der Geschäftsstelle des Bayerischen Landesverbandes katholischer Kinderhorte und Kleinkinderanstalten Deutschlands kurz und bündig (23. Februar 1948):
Anfang Februar wurde in unserer Fachschule ein Nachschulungslehrgang für 8 Ordensschwestern mit staatlicher Abschlußprüfung beendet. Alle Teilnehmerinnen bestanden die staatliche Prüfung und wurden als anerkannte Kindergärtnerinnen entlassen … Dankerfüllt und voller Anregungen verabschiedeten sich die Klosterfrauen dieses ersten Lehrganges, um mit vertieften Kenntnissen und neuer Hingabe sich an ihrem alten oder neuen Arbeitsplatz wiederum ihrer Kinderfürsorge- und Erziehungsarbeit zu widmen.
Am 1. September 1948 konnte nach intensiven Verhandlungen mit dem Office of Military Government for Regierungsbezirk Schwaben endlich die obligatorische zweijährige Ausbildung von Klosterfrauen und -kandidatinnen beginnen.
1952 öffnete sich das Seminar auch für nicht-klösterliche Bewerberinnen. Damit verbunden war ein enormer Anstieg der Auszubildenden. Bis dahin besuchten pro Kurs durchschnittlich sechs bis zehn Klosterkandidatinnen die Schule, folgend waren ca. 20 Schülerinnen in einer Klasse.
1967 wurde auf Beschluss der Kultusministerkonferenz die Ausbildung für die sozialpädagogischen Berufe neu geordnet. Demzufolge sollte künftig die Ausbildung von Kindergärtnerinnen, Hortnerinnen und Heimerziehern an Fachschulen für Sozialpädagogik erfolgen. Laut Ministerialentschließung vom 11. September 1968 erhielt das Kindergärtnerinnen- und Hortnerinnenseminar der Dillinger Franziskanerinnen den Status einer Fachschule für Sozialpädagogik. Eine dreijährige Ausbildung – zwei Jahre Theorie sowie ein Praxisjahr – berechtigte, die Berufsbezeichnung Staatlich anerkannte/r Erzieher/in zu führen.
Im Zuge der bildungspolitischen Diskussion der 1970er Jahre erfolgte eine neue Aufwertung. Die Fachschule für Sozialpädagogik der Dillinger Franziskanerinnen, die ab 1971 auch männliche Bewerber aufnahm, nannte sich ab 1973 Fachakademie für Sozialpädagogik der Dillinger Franziskanerinnen. Sr. M. Vera Fischer, ausgebildet an der Katholischen Stiftungsfachhochschule München, übernahm mit dem Schuljahr 1975/1976 (zuerst kommissarisch) die Leitung der Ausbildungsstätte, die sie 35 Jahre innehatte.
Anfang Januar 2000 übergab das Provinzialat der Dillinger Franziskanerinnen die Fachakademie für Sozialpädagogik der Dillinger Franziskanerinnen an das Schulwerk der Diözese Augsburg (gegr. 1975 durch den Augsburger Bischof Josef Stimpfle). Der neue Träger zog in Erwägung, die Schule mit der Fachakademie für Sozialpädagogik Maria Stern Nördlingen zu fusionieren und in das nahe gelegene Kloster Maria Medingen zu verlegen, da die dortige Realschule aufgelöst worden war und somit genügend Räume zur Verfügung standen. Doch durch kräftige Interventionen in bildungspolitischer Verantwortung stehender Personen konnte diese Gefahr abgewendet werden.
Im Jahre 2001 begann erstmals das Sozialpädagogische Seminar mit der Option, nach 2 Jahren den Berufsabschluss Staatlich geprüfte/r Kinderpfleger/in zu erwerben. Mit dem Schuljahr 2003/2004 übernahm der Heilpädagoge Werner Eitle die stellvertretende Schulleitung und schließlich am 1. August 2010 die Leitung der Ausbildungsstätte. Eine 87-jährige klösterliche Tradition fand ihr Ende; erstmals ging die Verantwortung für die Dillinger Fachakademie in weltliche, als auch in männliche Hände über.
Am 11. Mai 2013 feierte die Fachakademie für Sozialpädagogik, in Anwesenheit von Weihbischof Anton Losinger, der den Festgottesdienst in der Basilika St. Peter hielt, ihr 100-jähriges Bestehen. Weit über 600 ehemalige Studierende und viele ehemalige Lehrende folgten der Einladung zur „Geburtstagsfeier“. Als erste staatlich anerkannte katholische Fachakademie für Sozialpädagogik in Bayern wurde die Ausbildungsstätte am Freitag, den 31. März 2017, mit dem Gütesiegel des Kneipp-Bundes ausgezeichnet.

## Schulleiter
- Sr. M. Innocentia Mußack 1913–1924
- Sr. M. Laurentia Meinberger 1924–1929
- Sr. M. Siena Heidel 1929–1941
- Sr. M. Siena Heidel 1945–1948
- Sr. M. Dietgard Weißenberger 1948–1975
- Sr. M. Vera Fischer 1975–2010
- Werner Eitle 2010–2022
- Tanja Barfüßer seit 2022

## Dozenten/Absolventen
- Daniel Framberger, Studierender von 2006 bis 2010
- Erhard Hischer, Dozent für Heilpädagogik
- Erich Pawlu, Dozent für Deutsch
- Christine Lipp-Peetz, Studierende von 1966 bis 1968[10]
- Erwin Öxler, Studierender von 1976 bis 1979
- Claudia Stöckl, Studierende von 1989 bis 1994[11]